# Jerzy Gorzelik

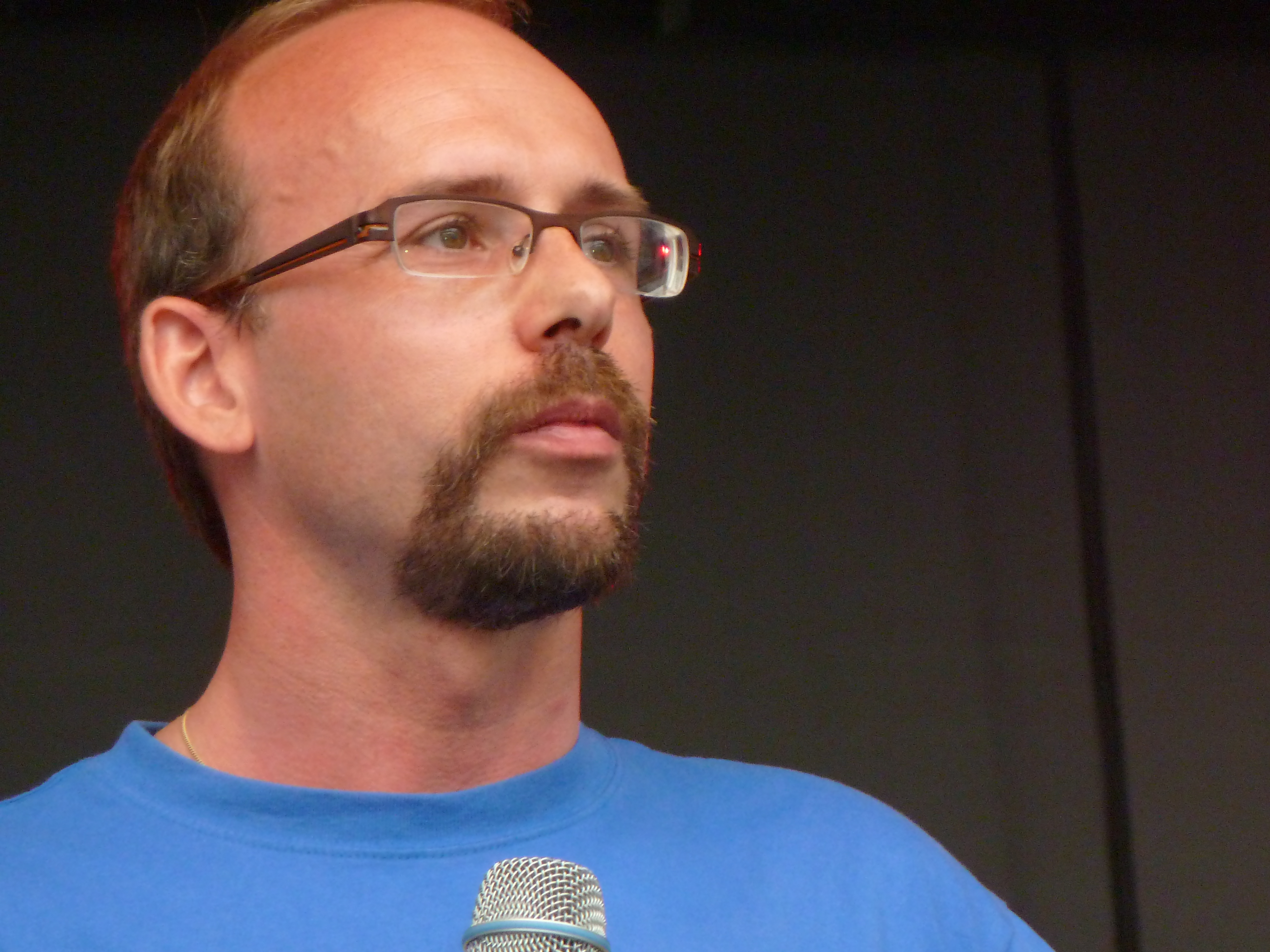
Jerzy Gorzelik

Jerzy Gorzelik (* 25. Oktober 1971 in Zabrze) ist ein polnischer Kunsthistoriker und Regionalpolitiker, Vorsitzender der Bewegung für die Autonomie Schlesiens.
An der Jagiellonen-Universität in Krakau studierte er Kunstgeschichte. Als Student war er in Solidarność Walcząca (kämpfende Solidarität), einem extremen Teil des Solidarność, tätig. 1999 erwarb er den Doktorgrad an der Universität Breslau. Er unterrichtet an der Schlesischen Universität in Kattowitz, wo er als Adjunkt arbeitet. In regionaler und wissenschaftlicher Presse veröffentlicht er Artikel im Gebiet Kunstgeschichte.
In der Bewegung für die Autonomie Schlesiens war er Pressesprecher und Leiter des regionalen Kreises in Kattowitz. Seit 2003 ist er Vorsitzender der Bewegung.